# 梅家庄站
梅家庄站是一个北同蒲线上的铁路车站，位于山西省忻州市原平市西镇乡梅家庄村，建于1985年12月:637，目前为四等站，邮政编码为034100。目前客运：办理旅客乘降；行李、包裹托运；不办理货运营业。